# دهانه (تاجیکستان)
دهانه (دَهَنه) یک منطقهٔ مسکونی در تاجیکستان است که در ولایت ختلان واقع شده‌است. دهانه ۲۱٬۳۲۰ نفر جمعیت دارد.